# Округ Ричмонд (Вирџинија)
Округ Ричмонд (енгл. Richmond County) је округ у америчкој савезној држави Вирџинија.

## Демографија
По попису из 2010. године број становника је 9.254, што је 445 (5,1%) становника више него 2000. године.
| Група             | 2000.         | 2010.         |
| Белци             | 5.616 (63,8%) | 5.755 (62,2%) |
| Афроамериканци    | 2.922 (33,2%) | 2.804 (30,3%) |
| Азијати           | 28 (0,3%)     | 40 (0,4%)     |
| Хиспаноамериканци | 185 (2,1%)    | 510 (5,5%)    |
| Укупно            | 8.809         | 9.254         |